# Tournoi pré-olympique de l'AFC 1983-1984, premier tour, groupe 3
Navigation
Groupe 2 Groupe 4
Cet article donne les résultats des matches du groupe 3 lors du premier tour du tournoi pré-olympique de l'AFC 1983-1984,.

## Villes et stades
L'Arabie saoudite a joué ses rencontres à domicile et à l'extérieur tandis que les quatre autres nations ont disputé un tournoi à Singapour (du 14 au 23 octobre 1983) et à Kuala Lumpur en Malaisie (du 25 octobre au 1er novembre 1983).
| \| Kuala Lumpur Singapour \| |
| Kuala Lumpur Singapour       |

| Kuala Lumpur Singapour |

## Classement
| Rang | Équipe          | Pts | J | G | N | P | Bp | Bc | Diff |  | Résultats (▼ dom., ► ext.) |     |     |     |     |     |
| ---- | --------------- | --- | - | - | - | - | -- | -- | ---- |  | -------------------------- | --- | --- | --- | --- | --- |
| 1    | Arabie saoudite | 13  | 8 | 6 | 1 | 1 | 22 | 5  | +17  |  | Arabie saoudite            |     | 2-0 | 5-0 | 5-0 | 3-0 |
| 2    | Malaisie        | 12  | 8 | 5 | 2 | 1 | 14 | 7  | +7   |  | Malaisie                   | 3-1 |     | 3-3 | 2-0 | 1-1 |
| 3    | Inde            | 7   | 8 | 3 | 1 | 4 | 11 | 14 | -3   |  | Inde                       | 1-2 | 0-2 |     | 1-2 | 4-0 |
| 4    | Singapour       | 5   | 8 | 2 | 1 | 5 | 4  | 14 | -10  |  | Singapour                  | 0-3 | 0-1 | 0-1 |     | 1-0 |
| 5    | Indonésie       | 3   | 8 | 0 | 3 | 5 | 3  | 14 | -11  |  | Indonésie                  | 1-1 | 0-2 | 0-1 | 1-1 |     |

## Détail des rencontres
| 1er octobre 1983 | Inde                    | 1 - 2   | Arabie saoudite                   | Jawaharlal Nehru Stadium New Delhi, Inde |                      |
|                  | B. Bhattacharya (en) 5e | (1 - 1) | Majed Abdullah 28e · al-Mojal 69e | Spectateurs : 75 000                     | Spectateurs : 75 000 |

| 6 octobre 1983 | Indonésie    | 1 - 1   | Arabie saoudite  | Stadion Utama Senayan Jakarta, Indonésie |  |
|                | Sulaiman 57e | (0 - 0) | al-Mosaibeth 84e |                                          |  |

| 10 octobre 1983 | Malaisie                                      | 3 - 1 | Arabie saoudite      | Stadium Merdeka Kuala Lumpur, Malaisie         |                                                |
| | Abidin Hassan (en) 55e 87e · Ahmad Yusoff 85e | (0 - 0) | Abdulshaker (en) 78e | Spectateurs : 42 000 Arbitrage : Tony Bosković | Spectateurs : 42 000 Arbitrage : Tony Bosković |
| Rashid Hassan - Lim Teong Kim, Soh Chin Aun, Santokh Singh (en), Wong Hung Nung - Ahmad Yusoff, Serbegeth Singh (en), Abidin Hassan (en), Hasanuddin Hassan - Chen Wooi Haw ( 80e Abu Haniffah (en)), Rukkumaran ( Karim Pin) | Équipes                                       | al-Husain (en) - Sami al-Dosari (en), Saleh Nu'eimeh (en), Abdulshaker (en), al-Fayrouz, al-Jawad - Bakhashwain (en), Bayazid (en) ( Turky), al-Mosaibeth - al-Nafisah, al-Me'agil |                      | Spectateurs : 42 000 Arbitrage : Tony Bosković | Spectateurs : 42 000 Arbitrage : Tony Bosković |

| 14 octobre 1983 | Singapour | 0 - 3 | Arabie saoudite                                      | Singapore National Stadium Singapour           |                                                |
| |           | (0 - 1) | al-Me'agil 38e · Bayazid (en) 60e · Turky 79e (pen.) | Spectateurs : 15 000 Arbitrage : Vijit Getkaew | Spectateurs : 15 000 Arbitrage : Vijit Getkaew |
| Lee - Phua Ching Loon, Shafik, Elias ( A.R.J. Mani) - Kuan, Sariman ( Noor), K. Kannan, Awab - T. Paijan, V. Sundramoorthy (en), A. Paijan | Équipes   | al-Husain (en) - Sami al-Dosari (en), Saleh Nu'eimeh (en), Abdulshaker (en), al-Fayrouz - al-Jawad ( Saleh al-Dosari (en)), Bakhashwain (en) ( Turky), Bayazid (en), al-Mosaibeth - al-Nafisah, al-Me'agil |                                                      | Spectateurs : 15 000 Arbitrage : Vijit Getkaew | Spectateurs : 15 000 Arbitrage : Vijit Getkaew |

| 16 octobre 1983 | Malaisie               | 1 - 1 | Indonésie | Singapore National Stadium Singapour |                        |
| | Abidin Hassan (en) 84e | (0 - 0) | Asnan 74e | Arbitrage : Gary Fleet               | Arbitrage : Gary Fleet |
| Rashid Hassan - Lim Teong Kim, Soh Chin Aun, Santokh Singh (en), Wong Hung Nung - Ahmad Yusoff, Serbegeth Singh (en), Abidin Hassan (en), Rukkumaran - Chen Wooi Haw ( Karim Pin), Hasanuddin Hassan ( Abu Haniffah (en)) | Équipes                | Purwono - Ristomoyo, Darmadi (id), Diana, Salassa - Rae Bawa (id), Lilipaly ( Asnan), Arifin (en) ( Rahim) - Yacobi (en), Malis, Sulaiman |           | Arbitrage : Gary Fleet               | Arbitrage : Gary Fleet |

| 17 octobre 1983 | Inde           | 1 - 2 | Singapour                | Singapore National Stadium Singapour |                     |
| | Singh (en) 51e | (0 - 0) | Awab 83e · K. Kannan 86e | Spectateurs : 4 000                  | Spectateurs : 4 000 |
| Sankhwalkar (en) - Dey (en), M. Bhattacharya (en), S. Bhattacharya, Mukherjee (en) - Banerjee (en), Seth, Singh (en), Dorji (en) - Ali (en), Thapa (en) | Équipes        | Lee - Phua Ching Loon, Kuan, Shafik, A.R.J. Mani - Awab, A. Paijan, R. Magendran ( 51e T. Paijan) - K. Kannan, Rashid ( 51e Hamat), V. Sundramoorthy (en) |                          | Spectateurs : 4 000                  | Spectateurs : 4 000 |

| 19 octobre 1983 | Inde                                                   | 4 - 0 | Indonésie | Singapore National Stadium Singapour           |                                                |
| | Ali (en) 10e 20e · Seth 39e · B. Bhattacharya (en) 60e | (3 - 0) |           | Spectateurs : 3 000 Arbitrage : Arthur Edwards | Spectateurs : 3 000 Arbitrage : Arthur Edwards |
| Sankhwalkar (en) - Dey (en), M. Bhattacharya (en), Mukherjee (en), S. Bhattacharya - Banerjee (en), Dorji (en), Singh (en), Seth ( Majeed (en)) - Ali (en), B. Bhattacharya (en) | Équipes                                                | Purwono - Aswin, Darmadi (id), Salassa, Diana - Rae Bawa (id), Malis, Asnan - Sulaiman, Yacobi (en), Rahim |           | Spectateurs : 3 000 Arbitrage : Arthur Edwards | Spectateurs : 3 000 Arbitrage : Arthur Edwards |

| 20 octobre 1983 | Singapour | 0 - 2 | Malaisie                               | Singapore National Stadium Singapour             |                                                  |
| |           | (0 - 1) | Abidin Hassan (en) 39e · Karim Pin 46e | Spectateurs : 30 000 Arbitrage : Cui Baoyin (hu) | Spectateurs : 30 000 Arbitrage : Cui Baoyin (hu) |
| Lee - Phua Ching Loon, Shafik, Kuan - A.R.J. Mani, A. Paijan, T. Paijan ( Rashid), Awab - V. Sundramoorthy (en), K. Kannan, Louis | Équipes   | R. Arumugam (en) - Lim Teong Kim, Serbegeth Singh (en), Santokh Singh (en), Wong Hung Nung, Abu Haniffah (en) - Ahmad Yusoff, Nasir Yusof, Rukkumaran ( G. Torairaju), Abidin Hassan (en) - Karim Pin ( 46e Chen Wooi Haw) |                                        | Spectateurs : 30 000 Arbitrage : Cui Baoyin (hu) | Spectateurs : 30 000 Arbitrage : Cui Baoyin (hu) |

| 22 octobre 1983 | Malaisie                                                    | 3 - 3 | Inde                                                        | Singapore National Stadium Singapour            |                                                 |
| | Santokh Singh (en) 3e (pen.) 59e (pen.) · Lim Teong Kim 92e | (1 - 2) | M. Bhattacharya (en) 30e · Ali (en) 36e · Banerjee (en) 65e | Spectateurs : 7 000 Arbitrage : Kenneth Wallace | Spectateurs : 7 000 Arbitrage : Kenneth Wallace |
| R. Arumugam (en) - Lim Teong Kim, Soh Chin Aun, Santokh Singh (en), Wong Hung Nung - Ahmad Yusoff, Serbegeth Singh (en), Abu Haniffah (en) - Karim Pin ( Shaari), Abidin Hassan (en), Nasir Yusof ( Hasanuddin Hassan) | Équipes                                                     | Sankhwalkar (en) - Dey (en), M. Bhattacharya (en), Dorji (en) ( 56e Das), Mukherjee (en) - Singh (en), Banerjee (en), Seth - B. Bhattacharya (en), Ali (en), Thapa (en) |                                                             | Spectateurs : 7 000 Arbitrage : Kenneth Wallace | Spectateurs : 7 000 Arbitrage : Kenneth Wallace |

| 23 octobre 1983 | Singapour | 1 - 0 | Indonésie | Singapore National Stadium Singapour |  |
| | Kuan 43e  | (1 - 0) |           |                                      |  |
| Lee - Phua Ching Loon, Shafik, Kuan - A.R.J. Mani, A. Paijan, Awab, R. Magendran, Noor - K. Kannan, Sariman ( Louis) | Équipes   | Sudarno - Darmadi (id), Latupeirissa, Asnan, Ristomoyo - Betay ( Nere (en)), Malis ( Yacobi (en)), Rae Bawa (id) - Sulaiman, Arifin (en), Yusuf |           |                                      |  |

| 25 octobre 1983 | Malaisie                          | 2 - 0 | Inde | Stadium Merdeka Kuala Lumpur, Malaisie |  |
| | Lim Teong Kim 33e · Karim Pin 61e | (1 - 0) |      |                                        |  |
| Rashid Hassan - Lim Teong Kim, Santokh Singh (en), Wong Hung Nung - Ahmad Yusoff, Abu Haniffah (en), Serbegeth Singh (en) - Nasir Yusof, Abidin Hassan (en) - Chen Wooi Haw, Karim Pin | Équipes                           | Sankhwalkar (en) - Dey (en), M. Bhattacharya (en), Mukherjee (en), S. Bhattacharya - Banerjee (en), Singh (en), Seth ( Majeed (en)) - Ali (en), B. Bhattacharya (en), Thapa (en) ( Laksmanan) |      |                                        |  |

| 26 octobre 1983 | Indonésie    | 1 - 1 | Singapour     | Stadium Merdeka Kuala Lumpur, Malaisie            |                                                   |
| | Sulaiman 16e | (1 - 0) | K. Kannan 53e | Spectateurs : 2 000 Arbitrage : Manouchehr Nazari | Spectateurs : 2 000 Arbitrage : Manouchehr Nazari |
| Sudarno - Ristomoyo ( Aswin), Darmadi (id), Diana ( Latupeirissa), Asnan - Rae Bawa (id), Yusuf, Nere (en), Rahim - Yacobi (en), Sulaiman | Équipes      | Lee - Phua Ching Loon, Kuan, Shafik - A.R.J. Mani, A. Paijan, R. Magendran, Awab ( T. Paijan) - K. Kannan, Sariman ( Louis), Noor |               | Spectateurs : 2 000 Arbitrage : Manouchehr Nazari | Spectateurs : 2 000 Arbitrage : Manouchehr Nazari |

| 28 octobre 1983 | Malaisie                                   | 2 - 0 | Indonésie | Stadium Merdeka Kuala Lumpur, Malaisie              |                                                     |
| | Chen Wooi Haw 44e · Abidin Hassan (en) 76e | (1 - 0) |           | Spectateurs : 30 000 Arbitrage : Shunsaku Nakanishi | Spectateurs : 30 000 Arbitrage : Shunsaku Nakanishi |
| Rashid Hassan - Wong Hung Nung , Santokh Singh (en), Serbegeth Singh (en), Lim Teong Kim, Ahmad Yusoff - Abu Haniffah (en), Abidin Hassan (en), Nasir Yusof ( Rukkumaran) - Chen Wooi Haw, Karim Pin | Équipes                                    | Purwono - Aswin, Salassa, Asnan, Darmadi (id) - Betay, Nere (en), Rae Bawa (id) - Yacobi (en), Malis ( Yusuf), Rahim |           | Spectateurs : 30 000 Arbitrage : Shunsaku Nakanishi | Spectateurs : 30 000 Arbitrage : Shunsaku Nakanishi |

| 29 octobre 1983 | Inde         | 1 - 0 | Singapour | Stadium Merdeka Kuala Lumpur, Malaisie   |                                          |
| | Ali (en) 44e | (1 - 0) |           | Spectateurs : 3 000 Arbitrage : S. Okaya | Spectateurs : 3 000 Arbitrage : S. Okaya |
| Sankhwalkar (en) - Dorji (en), Dey (en), M. Bhattacharya (en), Mukherjee (en) - Banerjee (en), Singh (en), Seth, Thapa (en) ( Majeed (en)) - Ali (en), B. Bhattacharya (en) ( Afonso (en)) | Équipes      | Lee - Prakash, Shafik, Kuan - A.R.J. Mani, T. Paijan ( R. Magendran), Awab, A. Paijan - V. Sundramoorthy (en), K. Kannan, Louis |           | Spectateurs : 3 000 Arbitrage : S. Okaya | Spectateurs : 3 000 Arbitrage : S. Okaya |

| 31 octobre 1983 | Inde         | 1 - 0 | Indonésie | Stadium Merdeka Kuala Lumpur, Malaisie |                       |
| | Ali (en) 53e | (0 - 0) |           | Arbitrage : Lee Do-Ha                  | Arbitrage : Lee Do-Ha |
| Sankhwalkar (en) - Dorji (en), Dey (en), M. Bhattacharya (en), Mukherjee (en) - Banerjee (en), Singh (en), Seth, Thapa (en) ( Afonso (en)) - Ali (en), B. Bhattacharya (en) | Équipes      | Sudarno - Aswin, Suryata, Diana, Asnan - Rae Bawa (id) ( 46e Darmadi (id)), Lilipaly, Malis ( 46e Yusuf) - Sulaiman, Yacobi (en), Rahim |           | Arbitrage : Lee Do-Ha                  | Arbitrage : Lee Do-Ha |

| 1er novembre 1983 | Malaisie          | 1 - 0 | Singapour | Stadium Merdeka Kuala Lumpur, Malaisie           |                                                  |
| | Chen Wooi Haw 39e | (1 - 0) |           | Spectateurs : 30 000 Arbitrage : Mohammad Salehi | Spectateurs : 30 000 Arbitrage : Mohammad Salehi |
| Rashid Hassan - Lim Teong Kim 75e, Serbegeth Singh (en), Kuppan, Wong Hung Nung, Abu Haniffah (en) - Ahmad Yusoff, Rukkumaran ( Kamarulzaman Yusoff), Chen Wooi Haw ( Hasanuddin Hassan), Abidin Hassan (en) - Nasir Yusof | Équipes           | Lee - Phua Ching Loon, Prakash, Shafik - A.R.J. Mani, Kuan, A. Paijan, Awab - K. Kannan ( 43e Louis), V. Sundramoorthy (en), Noor |           | Spectateurs : 30 000 Arbitrage : Mohammad Salehi | Spectateurs : 30 000 Arbitrage : Mohammad Salehi |

| 6 novembre 1983 | Arabie saoudite                     | 5 - 0   | Inde | Stade du Prince Faisal bin Fahd Riyad, Arabie saoudite |  |
|                 | Majed Abdullah ?? · al-Mosaibeth ?? | (? - ?) |      |                                                        |  |

| 11 novembre 1983 | Arabie saoudite              | 2 - 0   | Malaisie | Stade du Prince Faisal bin Fahd Riyad, Arabie saoudite |                                   |
|                  | Majed Abdullah 7e (pen.) 78e | (1 - 0) |          | Arbitrage : Thompson Chan Tam-Sun                      | Arbitrage : Thompson Chan Tam-Sun |

| 17 novembre 1983 | Arabie saoudite                                         | 5 - 0   | Singapour | Stade du Prince Faisal bin Fahd Riyad, Arabie saoudite |  |
|                  | Saleh al-Dosari (en) ?? · Abdulrahim ?? · al-Nafisah ?? | (? - ?) |           |                                                        |  |

| 23 novembre 1983 | Arabie saoudite | 3 - 0   | Indonésie | Stade du Prince Faisal bin Fahd Riyad, Arabie saoudite |
|                  |                 | (? - ?) |           |                                                        |